# 藤村紀雄
藤村 紀雄（ふじむら のりお、1914年（大正3年）11月14日 - 没年不明）は、日本のセーリング競技選手。1936年ベルリンオリンピックに出場した。

## 経歴
1914年11月14日、徳島県に生まれる。早稲田大学入学後、1935年8月11日に名古屋港で行われた第3回全国ヨット選手権大会で30点を獲得し優勝、翌年のオリンピックへの出場権を手にした。ベルリンオリンピックではセーリング競技の日本代表としてO-Jolle（Olympiajolle）級に出場し、結果は55点で2位となった。日本の選手がオリンピックのセーリング競技に出場するのは初めてのことであった。1938年に早稲田大学を卒業し、1945年8月6日に広島市で被爆した。その後、神奈川県藤沢市に暮らしナショナルマリンプラスチック顧問を務めるが、被爆の後遺症とみられる症状により死去した。